# Anisonotus
Anisonotus is een geslacht van kreeftachtigen uit de klasse van de Malacostraca (hogere kreeftachtigen).

## Soorten
- Anisonotus atlanticus (Coelho, 1997)
- Anisonotus curvirostris A. Milne-Edwards, 1879